# 하이스코어: 고득점 수학여행
《하이스코어: 고득점 수학여행》은 유튜브에서 2022년 6월 9일부터 방송 중인 고등학생 스포츠 서바이벌 프로그램이다.

## 참가자
박성한(05년생)
정영훈(04년생)
김민정(04년생)
권우진(04년생)
박정진(04년생)
정현서(04년생)
박태민(04년생)
이승범(04년생)
최지성(04년생)
김정한(05년생)
홍준혁(04년생)
김태호(04년생)
전효정(05년생)
강예지(04년생)
송재영(04년생)
한다희(04년생)
박권(04년생)
김현(05년생)
진성훈(04년생)
이치현(04년생)
신원준(06년생)
권유미(04년생)
박정진(04년생)
박주형(04년생)
1. ↑  https://n.news.naver.com/article/003/0011228112?sid=106